# Skarszyn (gromada)
Skarszyn (od 1 VII 1968 Łozina) – dawna gromada, czyli najmniejsza jednostka podziału terytorialnego Polskiej Rzeczypospolitej Ludowej w latach 1954–1972.
Gromady, z gromadzkimi radami narodowymi (GRN) jako organami władzy najniższego stopnia na wsi, funkcjonowały od reformy reorganizującej administrację wiejską przeprowadzonej jesienią 1954 do momentu ich zniesienia z dniem 1 stycznia 1973, tym samym wypierając organizację gminną w latach 1954–1972.
Gromadę Skarszyn z siedzibą GRN w Skarszynie utworzono – jako jedną z 8759 gromad na obszarze Polski – w powiecie trzebnickim w woj. wrocławskim, na mocy uchwały nr 29/54 WRN we Wrocławiu z dnia 2 października 1954. W skład jednostki weszły obszary dotychczasowych gromad Skarszyn, Bierzyce, Łosina i Piersno ze zniesionej gminy Skarszyn w tymże powiecie. Dla gromady ustalono 13 członków gromadzkiej rady narodowej.
1 stycznia 1960 do gromady Skarszyn włączono wsie Krakowiany, Zaprężyn i Węgrów ze zniesionej gromady Węgrów oraz wieś Głuchów Górny ze zniesionej gromady Taczów Wielki w tymże powiecie.
1 lipca 1968 do gromady Skarszyn włączono obszar zniesionej gromady Pasikurowice w tymże powiecie, po czym gromadę Skarszyn zniesiono przez przeniesienie siedziby GRN ze Skarszyna do  Łoziny i zmianę nazwy jednostki na gromada Łozina.